# Brug 698
Brug 698 was een kunstwerk in Amsterdam Nieuw-West.
De brug in de gedaante van een betonnen viaduct werd in 1983/1984 gebouwd voor de verbinding tussen de Abraham Kuyperlaan en de Australiëhavenweg. De Abraham Kuyperlaan had een aantal ongelijkvloerse kruisingen. Om deze verbinding tot stand te brengen werd de oversteek over de Haarlemmerweg, Haarlemmervaart en de spoorweg Amsterdam – Haarlem ook ongelijkvloers.
Al snel kwam de gemeente tot het inzicht dat dit geen goede oplossing was. Het viaduct werd in de jaren negentig buiten gebruik gesteld en in 2000 afgebroken. Het viaduct werd vervangen door drie lagere bruggen: 2389, 2391 en 2392. Alleen het viaduct over de spoorlijn bleef als brug 1950 gehandhaafd; dit kunstwerk staat dan ook sinds 2000 als een puist in het vlakke landschap van de Lange Bretten.
<<< · 600 · 601 · 602 · 603 · 604 · 605 · 606 · 607 · 608 · 609 · 610 · 611 · 612 · 613 · 614 · 615 · 616 · 617 · 618 · 619 · 620 · 621 · 622 · 623 · 624 · 626 · 627 · 628 · 629 · 630 · 631 · 632 · 633 · 634 · 635 · 636 · 637 · 638 · 639 · 643 · 651 · 652 · 653 · 655 · 656 · 657 · 658 · 659 · 660 · 661 · 662 · 663 · 664 · 665 · 666 · 667 · 668 · 669 · 670 · 671 · 673 · 674 · 675 · 676 · 677 · 678 · 679 · 681 · 682 · 683 · 684 · 685 · 687 · 688 · 689 · 690 · 691 · 692 · 695 · 696 · 699 · >>>
Verdwenen brugnummers: 625 (afgebroken brug Sam van Houtenstraat), 640, 644, 645, 646, 647, 648, 650, 672 (duiker Cornelis Lelylaan, Rembrandtpark), 694, 698.
Nooit gebouwd: 649, 680 (nooit gebouwde brug Sloterplas).
Brugnummers 641, 642, 654, 686, 693, 694 en 697 zijn onbekend.